# Zupa cebulowa

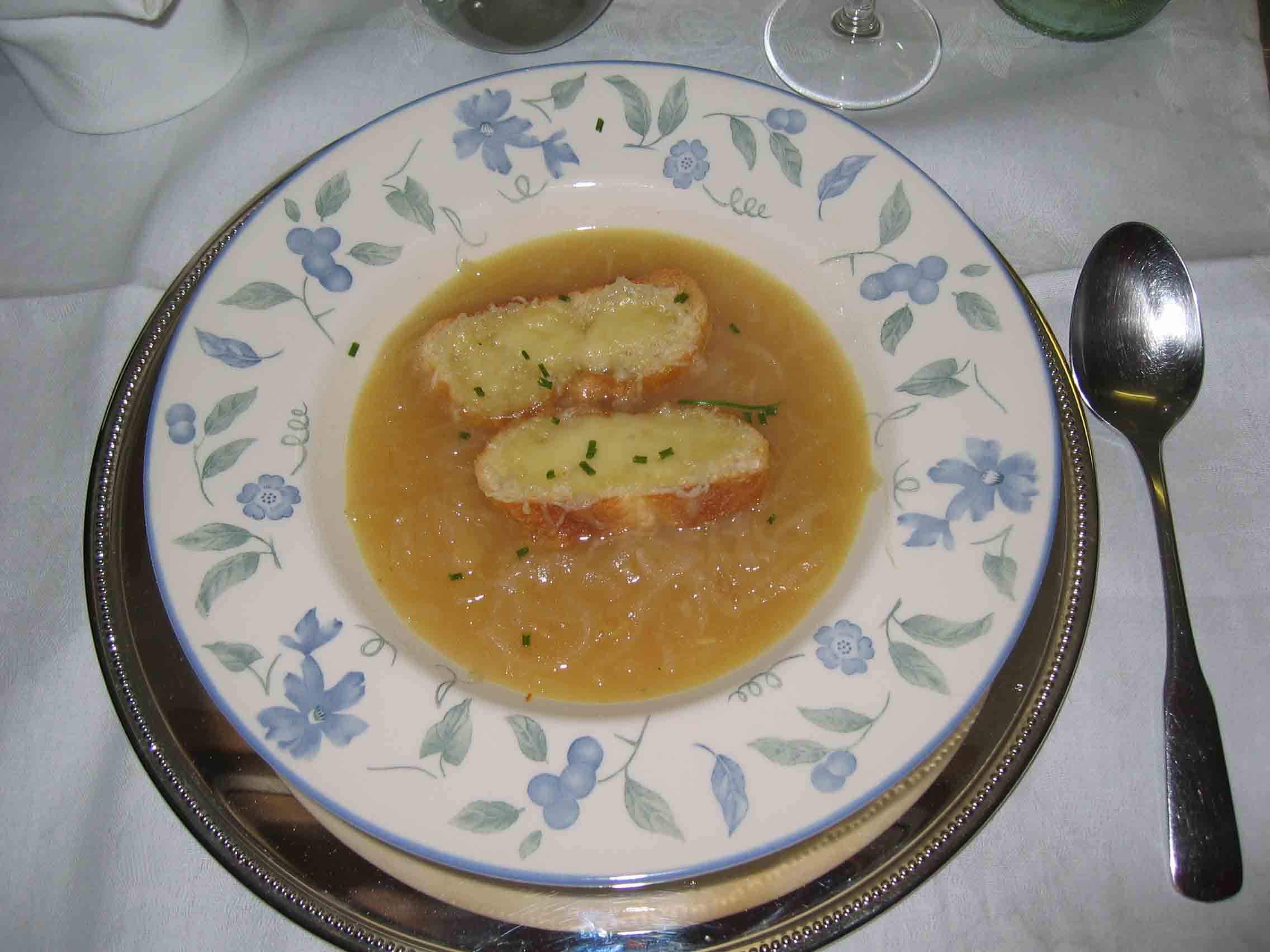
Francuska zupa cebulowa z grzankami

Zupa cebulowa (fr. soupe à l'oignon) – potrawa kuchni francuskiej, której bazą jest wywar mięsno-warzywny lub warzywny, a dodatkiem smażona cebula. Podawana z grzankami z pszennej bułki i warstwą startego sera.